# جدیده (بعلبک)
جدیده یک منطقهٔ مسکونی در لبنان است که در شهرستان بعلبک واقع شده‌است.